# Briljantzuurgroen BS
Briljantzuurgroen BS is een groene synthetische triarylmethaankleurstof. Als additief is het in de EU toegestaan onder E-nummer E142. De stof komt het meest voor als natriumzout. Ze is niet stabiel in zure of basische vloeistoffen.

## Toepassingen
De kleurstof wordt voornamelijk gebruikt in snoep en ijs. Verder wordt de stof in de biologie gebruikt voor celkleuringen. Ook in de oogheelkunde wordt de stof gebruikt om beschadigingen op de oppervlakte van de ooglens te identificeren.

## Bijwerkingen
Briljantzuurgroen behoort tot de groep kleurstoffen die hyperactiviteit opwekken bij kinderen. Vanwege deze allergische reacties is deze stof verboden in de landen Verenigde Staten, Canada, Japan en Noorwegen. Bij sommige mensen kan eczeem ontstaan.